# Castlevania: Aria of Sorrow
Castlevania: Aria of Sorrow (с англ. — «Ария печали») — видеоигра из серии Castlevania в жанре Метроидвания (приключенческий боевик) с элементами RPG, выпущенная компанией Konami в 2003 году для Game Boy Advance.
Главным героем игры является молодой студент Сома Круз, который во время солнечного затмения попал в замок Дракулы, и пытающийся выбраться из него. Игровой мир является двухмерным сайд-скроллером. В отличие от ранних игр серии, в Aria of Sorrow существует система душ, позволяющая персонажу использовать способности побеждённых врагов.
Игра была представлена в январе 2003 года и выпущена в мае. Критики дали различные оценки игровому процессу, высоко оценили качество изображения, звука, а также наличие оригинальной сюжетной линии. На основе Aria of Sorrow выпущено продолжение для платформы Nintendo DS — Castlevania: Dawn of Sorrow.
Игра была переиздана как часть Castlevania Advance Collection 23 сентября 2021 года для Nintendo Switch, PlayStation 4, Xbox One и Windows вместе с Castlevania: Circle of the Moon, Castlevania: Harmony of Dissonance и Castlevania: Dracula X.

## Игровой процесс
Игровой мир является двухмерным сайд-скроллером, состоит из тринадцати локаций. Игра является однопользовательской, управление персонажем происходит от третьего лица. Основным персонажем игры является Сома Круз (англ. Soma Cruz), однако затем появляется возможность игры за Джулиуса Бельмонта (Julius Belmont).
В ходе игры, побеждая врагов и получая бонусные предметы, основной персонаж накапливает опыт, что позволяет ему повысить свой уровень и, тем самым, игровые характеристики (сила, скрытность, разум и удача). В игре присутствуют шкалы здоровья, при обнулении которой персонаж умирает и игра завершается; и маны, которая является расходным элементом для дополнительных способностей. Так, за счёт маны работают умения, полученные в результате поглощения душ врагов (для Сомы Круза) и дополнительное оружие мира Castlevania, такое как бумеранги и топоры (для Джулиуса Бельмонта). В Aria of Sorrow мана восстанавливается самостоятельно со временем, но также доступно пополнение выбиваемыми из свечей сердцами (для Бельмонта мана восстанавливается только с поглощением сердец). Для персонажа есть возможность выбрать одежду и основное оружие. Существует возможность покупки и продажи полученных в результате игры товаров, при этом «валютой» являются золотые монеты.
Отличительной особенностью игры является система душ, выбиваемых персонажем из врагов, однако она применима только при игре за Сому Круза. Способность, предоставляемая персонажу при использовании душ, соответствует особенностям того врага, из которого она была выбита. Души разделяются на четыре категории: души-оружие (Bullet Souls), души-хранители (Guardian Souls), зачарованные души (Enchant Souls) и души-умения (Ability Souls). Первая категория предоставляет возможность пользоваться дополнительным оружием, за каждое использование потребляя определённое количество очков маны. Вторая категория даёт персонажу дополнительные способности, потребление маны происходит во время всего использования души раз в единицу времени. Третья и четвёртая категории не потребляют ману, но позволяют персонажу обрести дополнительные возможности или изменить игровые характеристики.
В игровом мире присутствует 112 видов врагов, в это число входят боссы, расположенные в разных локациях. Почти из всех них можно получить души и затем комбинировать их, выбирая определённую тактику под конкретного врага.
В игре существует различные концовки. После успешного завершения игры, открывается возможность пройти игру заново на стандартной и повышенной трудности (Hard mode), а также открывается режим быстрой игры против боссов (Boss Rush mode). Дополнительно появляется возможность пройти игру за Джулиуса Бельмонта.

## Сюжет
Действие игры происходит в Японии в 2035 году. К тому времени прошло 36 лет с момента полного уничтожения Дракулы.
Отправившиеся в храм Хакубы понаблюдать за солнечным затмением студент Сома Круз и его подруга Мина Хакуба, которая является дочерью настоятеля храма, теряют сознание после входа в его стены. Встретив загадочного Генья Арикадо, Сома выясняет, что он и Мина переместились в замок Дракулы.
В замке Сома встречает других персонажей: представившегося миссионером Грэма Джонса, родившегося в день смерти Дракулы в 1999 году; Йоко Бельнадес из династии колдунов, которая служит церкви и является потомком Сайфы (персонаж Castlevania III); военного Хаммера, который оказывается в замке по специальному заданию; потерявшего память Джея, который таким образом себя называет, так как помнит только первую букву своего имени.
Находясь в замке, Сома выясняет, что обладает способностью забирать души убитых врагов и пользоваться их умениями. Грэм Джонс считает себя реинкарнацией Дракулы, а Сому — своим врагом за то, что тот «украл» возможность повелевать душами обитателей замка; также он пытается убить Йоко за то, что она пытается помешать ему. Затем выясняется, что Джей — это Джулиус Бельмонт, убивший Дракулу в 1999 году. Побеждая Грэма Джонса, Сома поглощает его силы и понимает, что сам стал реинкарнацией Дракулы. Генья Арикадо, которого Йоко случайно назвала Алукардом — сыном Дракулы, таким образом раскрыв его сущность, рассказывает Соме, что тот может спастись, только если остановит пребывающий в замок «поток хаоса». Однако по пути к этой цели, дорогу ему преграждает Джулиус Бельмонт, так как считает, что Сома стал Дракулой. Не дав себя победить, Сома просить Джулиуса убить его, если не получится справиться с Хаосом — эта решающая битва определит, вернётся ли Сома обратно в мир людей.

## Разработка

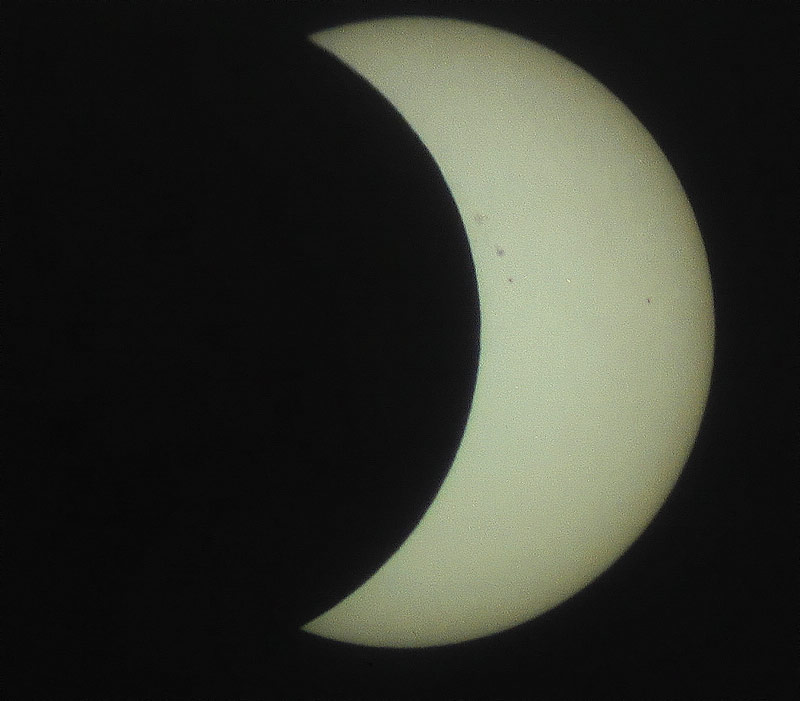
Солнечное затмение 11 августа 1999 года

Продюсер Кодзи Игараси, уже работавший над разработкой Symphony of the Night и Harmony of Dissonance, представил игру 16 января 2003 года во время пресс-конференции в Сан-Франциско. Игровой процесс Aria of Sorrow имеет сходства с другими играми Игараси, так как разрабатывались с применением тех же механизмов программирования, хотя в каждой игре имелись свои особенности. Например, души в игре выполнены похожим образом с предметами-«реликвиями» из Harmony of Dissonance. Тем не менее, Игараси собирался перенести действие игры в будущее и использовал в разработке художницу Аями Кодзиму, которая также участвовала в разработке предыдущих игр серии. В результате, среди игровых предметов остались свойственные более ранним играм серии средневековые предметы, такие как мечи и топоры, но появились и современные, от одежды до огнестрельного оружия. При разработке сюжета использовались предсказания Мишеля Нострадамуса о пришествии князя тьмы в 1999 году, а также видимое в Европе солнечное затмение 11 августа 1999 года.
Разработчикам пришлось учесть критику, отражающую холодный приём саундтрека Harmony of Dissonance. В качестве композитора была выбрана Митиру Яманэ, которая также участвовала в написании музыки для Symphony of the Night и Harmony of Dissonance. Разработчики постарались улучшить качество звука за счёт выделения дополнительных аппаратных ресурсов (памяти и звукового процессора) на картридже, при этом сохранив высокий уровень изображения (согласно критикам, в Harmony of Dissonance в жертву хорошему качеству изображения принесли звук). Также были добавлены возможности, отсутствующие в прошлых играх серии на консоли Game Boy Advance, такие как скрытые и разрушаемые стены в игре, а также возможность обмена душами между двумя игроками посредством соединения консолей кабелем.
Релиз состоялся 6 мая 2003 года в США. Спустя два дня игра была выпущена в Японии, а ещё спустя сутки — в Европе.

## Отзывы
| Сводный рейтинг | Сводный рейтинг |
| Агрегатор       | Оценка          |
| --------------- | --------------- |
| GameRankings    | 87,90 %         |

Японский журнал Famitsu оценил Aria of Sorrow в 36 из 40 возможных баллов, что стало лучшей оценкой среди всех игр серии. Американский журнал Nintendo Power включил игру в список двухсот лучших (22-е место). Несмотря на то, что в Японии показатель продаж был низким (27 тысяч экземпляров продано за первый месяц), в США игра стала более успешной с 158 тысячами проданных экземпляров игры.
К моменту выхода Aria of Sorrow стала третьей для приставки Game Boy Advance, в связи с чем многие обзоры были посвящены сравнению игры с вышедшими ранее Circle of the Moon и Harmony of Dissonance. В рецензиях отмечалось, что игра стала лучшей среди них. По мнению GameSpy, в Aria of Sorrow «всё сделано правильно», в связи с чем получила оценку лучшей среди всех Castlevania для портативных консолей. RPGamer назвали Aria of Sorrow лучшей среди всех игр Game Boy Advance, а IGN поставил её на второе место. В рецензии RPGFan отмечено «истинное искусство разработки игр». GameZone назвала игру лучшей среди игр платформы и седьмой среди всех игр серии. Обозреватель Тим Тури из американского журнала Game Informer отметил, что игра задаёт новую планку для будущих Castlevania за высокое качество игрового процесса и эффектов.
Игровой процесс получил различные отзывы. Так, система душ и игровой процесс была названа «стопроцентно цельной» (one hundred percent solid) по мнению RPGamer. RPGFan отметили возможность игры стать самой успешной, и точно не уйти в тень Symphony of the Night. В то же время игровой процесс, включая систему душ, получил критику за то, что игру можно пройти за 10 часов, при этом персонаж становится всё более неуязвимым по мере прохождения.
В рецензиях отмечалось высокое качество графики и звука. По мнению RPGFan, графика хоть и не может достичь уровня Symphony of the Night, но является очень качественной. При этом отмечалось великолепное и многослойное игровое пространство. По мнению GameSpy, Aria of Sorrow получилась красочной и чёткой; также было отмечено, что отсутствуют те недостатки звука, которые отмечались в Harmony of Dissonance. IGN назвал игровую музыку «чертовски хорошей». По мнению GameSpot, музыка в игре лучше, чем в Harmony of Dissonance, однако называл её «легко забываемой». В то же время, сайт отметил проработку звуковых эффектов для различных врагов.
RPGamer высоко оценил сюжетную линию, отметив наличие второстепенных персонажей, что не было свойственно ранним играм серии. По мнению IGN, финал игры является «недосказанным и разочаровывающим», однако отступление от классического сюжета игры было оценено положительно. GameSpy выступил с критикой, что в качестве главного персонажа выступает «женоподобный мужчина, который всё убивает», а также присутствует  «слабая женщина, нуждающаяся в защите», однако сам сценарий был назван лучшим со времён Symphony of the Night.

## Вариации и влияние
В японской версии, в отличие от других релизов, некоторые враги имеют другие названия; в остальном игры идентичны.
Успех Aria of Sorrow привёл к тому, что для новой платформы Nintendo DS в 2005 году было выпущено продолжение игры под названием Castlevania: Dawn of Sorrow. В новой игре была сохранена система душ и сюжет, связанный с Сомой Крузом. По мнению Кодзи Игараси, использование их только в Aria of Sorrow было бы «напрасной тратой». При этом, новая игра получила и новые особенности, в частности, персонажи были выполнены в стиле аниме, а художница Аями Кодзима не принимала участие в разработке. Этот шаг был вызван тем, что несмотря на относительный успех, ожидаемой популярности Aria of Sorrow не получила.
В январе 2005 года состоялось переиздание игры в рамках проекта «Konami the Best», а в следующем году в США было выпущено издание Castlevania: Double Pack, состоящее из Aria of Sorrow и Harmony of Dissonance. В 2008 году в Европе была выпущена адаптация игры под мобильные устройства.

### Цитаты из диалогов
1. ↑  «Soma: So...you are trying to tell me now that Dracula has been resurrected? / Graham: No. Dracula perished in 1999. You do know of the prophecy of 1999, don't you? / Soma: Nostradamus' great prophecy? / Graham: That's right. Dracula resurrected exactly as he predicted. But vampire hunters destroyed him completely. They ended his regeneration cycle by sealing his castle...the symbol of his demonic power, inside the darkness of an eclipse. / Soma: And that eclipse is where we are now? / Graham: Yes, but there's still more to the story. / Soma: There's more? / Graham: In the year 2035, a new master will come to the castle, and he will inherit ALL of Dracula's powers.» — Konami, Castlevania: Aria of Sorrow. Изд. Konami Tokyo. Game Boy Advance (6 мая 2003).
2. 1 2  «Julius: My real name is JULIUS BELMONT. I am a descendant of a clan that has fought against Dracula for ages. / Soma: And that person who destroyed Dracula in 1999 was... / Julius: Yes. It was me...» — Konami, Castlevania: Aria of Sorrow. Изд. Konami Tokyo. Game Boy Advance (6 мая 2003).
3. ↑  «Soma: <…> Mina Hakuba, the only daughter of the shrine's caretaker, is both my classmate and my only childhood friend."» — Konami, Castlevania: Aria of Sorrow. Изд. Konami Tokyo. Game Boy Advance (6 мая 2003).
4. ↑  «Arikado: Why have you come here? / Soma: Why? Well, Mina and I...Hang on where are we? / Arikado: We're in Dracula's castle.» — Konami, Castlevania: Aria of Sorrow. Изд. Konami Tokyo. Game Boy Advance (6 мая 2003).
5. ↑  «???: Oh! What's a child like yerself doing in a place like this? / Soma Cruz: A child? You're rude, grandpa. / Hammer: Oh, my apologies. My name's Hammer. The army ordered me to come here.» — Konami, Castlevania: Aria of Sorrow. Изд. Konami Tokyo. Game Boy Advance (6 мая 2003).
6. ↑  «J: People call me J. <…> I have amnesia. I'm told that I was in an accident in 1999. When I woke up in the hospital, I had forgotten my name and my past.» — Konami, Castlevania: Aria of Sorrow. Изд. Konami Tokyo. Game Boy Advance (6 мая 2003).
7. ↑  «Graham: <…> The souls of MY demons are under YOUR control. Can I forgive such a crime? NO! NEVER! <…> You're guilty of grand theft. Therefore, I sentence you to death!» — Konami, Castlevania: Aria of Sorrow. Изд. Konami Tokyo. Game Boy Advance (6 мая 2003).
8. ↑  «Soma: Graham that bastard! What has he done?! / Yoko: He has...absorbed this castle's power...and he's gotten much stronger. Oww ahh...my plan has...failed...» — Konami, Castlevania: Aria of Sorrow. Изд. Konami Tokyo. Game Boy Advance (6 мая 2003).
9. ↑  «Yoko: You've met Aluca... um, I mean, Genya Arikado right» — Konami, Castlevania: Aria of Sorrow. Изд. Konami Tokyo. Game Boy Advance (6 мая 2003).
10. ↑  «Arikado: The evil in this spirit comes from those who seek chaos and destruction. So we need to cut off the source of the chaos influencing the spirit. / Soma: Is that possible? / Arikado: This castle is a product of Dracula's magic. It's a spiritual world. My point is this...a stream of chaos exists within this castle as well. There is a place where you, Dracula, can go. That's where the chaos is!» — Konami, Castlevania: Aria of Sorrow. Изд. Konami Tokyo. Game Boy Advance (6 мая 2003).
11. ↑  «Soma: ...I've got a favour to ask of you. / Julius: What is it? / Soma: From here. I will set off to fight against my own fate. If I lose the battle...and I become reincarnation of evil, I want you to kill me. / Julius: ...I will...I promise.» — Konami, Castlevania: Aria of Sorrow. Изд. Konami Tokyo. Game Boy Advance (6 мая 2003).